# Светско првенство у кошарци 2010 — Група А
Група А на Светском првенству у кошарци 2010. је своје утакмице играла између 28. августа и 2. септембра 2010. Све утакмице ове групе су игране у Кајсери арени, Кајсери, Турска.
Група је била састављена од репрезентација Анголе, Аргентине, Аустралије, Немачке, Јордана и Србије. Четири најбоља тима су прошла у елиминациону фазу такмичења.

## 28. август

### Аустралија — Јордан
| 28. август 16:30 | Извештај | Аустралија                                                         | 76 : 75 | Јордан                   | Кајсери арена, Кајсери Судије: Хосе Анибал Карион , Мурат Биричик , Самир Абакил |  |
| 28. август 16:30 | Извештај | Четвртине: 12:18, 20:21, 24:16, 20:20                              |         |                          | Кајсери арена, Кајсери Судије: Хосе Анибал Карион , Мурат Биричик , Самир Абакил |  |
| 28. август 16:30 | Извештај | Поени: Марић 23 Скокови: Андерсен, Марић 9 Асистенције: Андерсен 4 |         | Абас 20 Абас 10 Даглас 9 | Кајсери арена, Кајсери Судије: Хосе Анибал Карион , Мурат Биричик , Самир Абакил |  |

### Ангола — Србија
| 28. август 19:00 | Извештај | Ангола                                                            | 44 : 94 | Србија                        | Кајсери арена, Кајсери Судије: Хуан Артеага , Лонгшенг Ћијао , Маркос Форнијес Бенито |  |
| 28. август 19:00 | Извештај | Четвртине: 9:25, 9:18, 14:34, 12:17                               |         |                               | Кајсери арена, Кајсери Судије: Хуан Артеага , Лонгшенг Ћијао , Маркос Форнијес Бенито |  |
| 28. август 19:00 | Извештај | Поени: Ципрјиано 10 Скокови: Амбросио 7 Асистенције: пет играча 1 |         | Рашић 22 Кешељ 8 Величковић 7 | Кајсери арена, Кајсери Судије: Хуан Артеага , Лонгшенг Ћијао , Маркос Форнијес Бенито |  |

### Немачка — Аргентина
| 28. август 21:30 | Извештај | Немачка                                               | 74 : 78 | Аргентина                      | Кајсери арена, Кајсери Судије: Вилијам Џин Кенеди , Еди Вијатор , Олег Латишев |  |
| 28. август 21:30 | Извештај | Четвртине: 18:23, 24:16, 12:26, 20:13                 |         |                                | Кајсери арена, Кајсери Судије: Вилијам Џин Кенеди , Еди Вијатор , Олег Латишев |  |
| 28. август 21:30 | Извештај | Поени: Грин 20 Скокови: Јагла 10 Асистенције: Хаман 5 |         | Делфино 27 Делфино 8 Приђони 5 | Кајсери арена, Кајсери Судије: Вилијам Џин Кенеди , Еди Вијатор , Олег Латишев |  |

## 29. август

### Јордан — Ангола
| 29. август 16:30 | Извештај | Јордан                                                | 65 : 79 | Ангола                                                              | Кајсери арена, Кајсери Судије: Вилијам Џин Кенеди , Еди Вијатор , Олег Латишев |  |
| 29. август 16:30 | Извештај | Четвртине: 17:16, 18:13, 12:17, 18:33                 |         |                                                                     | Кајсери арена, Кајсери Судије: Вилијам Џин Кенеди , Еди Вијатор , Олег Латишев |  |
| 29. август 16:30 | Извештај | Поени: Рајт 18 Скокови: Абас 11 Асистенције: Даглас 5 |         | Лутонда 16 Алмеида, Амбросио, Гомес 6 Циприано, Алмеида, Ambrosio 3 | Кајсери арена, Кајсери Судије: Вилијам Џин Кенеди , Еди Вијатор , Олег Латишев |  |

### Србија — Немачка
| 29. август 19:00 | Извештај | Србија                                                          | 81 : 82 | Немачка                  | Кајсери арена, Кајсери Судије: Хосе Анибал Карион , Маркос Форнијес Бонито , Самир Абакил |  |
| 29. август 19:00 | Извештај | Четвртине: 17:14, 18:23, 19:19, 15:13, Пр: 4:4, 8:9             |         |                          | Кајсери арена, Кајсери Судије: Хосе Анибал Карион , Маркос Форнијес Бонито , Самир Абакил |  |
| 29. август 19:00 | Извештај | Поени: Перовић 20 Скокови: Величковић 9 Асистенције: Марковић 7 |         | Јагла 22 Јагла 9 Јагла 4 | Кајсери арена, Кајсери Судије: Хосе Анибал Карион , Маркос Форнијес Бонито , Самир Абакил |  |

### Аргентина — Аустралија
| 29. август 21:30 | Извештај | Аргентина                                                | 74 : 72 | Аустралија                | Кајсери арена, Кајсери Судије: Хуан Артега , Герино Черебуч , Лонгешнг Ћијао |  |
| 29. август 21:30 | Извештај | Четвртине: 20:25, 13:14, 19:17, 22:16                    |         |                           | Кајсери арена, Кајсери Судије: Хуан Артега , Герино Черебуч , Лонгешнг Ћијао |  |
| 29. август 21:30 | Извештај | Поени: Скола 31 Скокови: Јасен 10 Асистенције: Приђони 7 |         | Инглс 22 Нилсен 10 Милс 5 | Кајсери арена, Кајсери Судије: Хуан Артега , Герино Черебуч , Лонгешнг Ћијао |  |

## 30. август

### Јордан — Србија
| 30. август 16:30 | Извештај | Јордан                                                  | 69 : 112 | Србија                                  | Кајсери арена, Кајсери Судије: Герино Черебуч , Еди Вијатор , Лонгшенг Ћијао |  |
| 30. август 16:30 | Извештај | Четвртине: 20:33, 17:24, 11:26, 21:29                   |          |                                         | Кајсери арена, Кајсери Судије: Герино Черебуч , Еди Вијатор , Лонгшенг Ћијао |  |
| 30. август 16:30 | Извештај | Поени: Даглас 19 Скокови: Адаис 7 Асистенције: Даглас 4 |          | Савановић, Кешељ 21 Савановић 7 Рашић 8 | Кајсери арена, Кајсери Судије: Герино Черебуч , Еди Вијатор , Лонгшенг Ћијао |  |

### Аустралија — Немачка
| 30. август 19:00 | Извештај | Аустралија                                             | 78 : 43 | Немачка                       | Кајсери арена, Кајсери Судије: Вилијам Џин Кенеди , Хуан Артега , Мурат Биричик |  |
| 30. август 19:00 | Извештај | Четвртине: 17:7, 19:13, 24:11, 16:12                   |         |                               | Кајсери арена, Кајсери Судије: Вилијам Џин Кенеди , Хуан Артега , Мурат Биричик |  |
| 30. август 19:00 | Извештај | Поени: Милс 16 Скокови: Андерсен 8 Асистенције: Милс 7 |         | Бенцинг 11 Плеис 7 Шафарцик 3 | Кајсери арена, Кајсери Судије: Вилијам Џин Кенеди , Хуан Артега , Мурат Биричик |  |

### Ангола — Аргентина
| 30. август 21:30 | Извештај | Ангола                                                | 70 : 91 | Аргентина                         | Кајсери арена, Кајсери Судије: Хосе Анибал Каријон , Самир Абакил , Маркос Форнијес Бенито |  |
| 30. август 21:30 | Извештај | Четвртине: 20:23, 12:22, 27:19, 11:27                 |         |                                   | Кајсери арена, Кајсери Судије: Хосе Анибал Каријон , Самир Абакил , Маркос Форнијес Бенито |  |
| 30. август 21:30 | Извештај | Поени: Гомес 16 Скокови: Гомес 7 Асистенције: Гомес 5 |         | Скола 32 Скола 8 Делфино, Јасен 4 | Кајсери арена, Кајсери Судије: Хосе Анибал Каријон , Самир Абакил , Маркос Форнијес Бенито |  |

## 31. август
Дан одмора.

## 1. септембар

### Србија — Аустралија
| 1. септембар 16:30 | Извештај | Србија                                                        | 94 : 79 | Аустралија                | Кајсери арена, Кајсери Судије: Хосе Анибал Каријон , Вилијам Џин Кенеди , Еди Вијатор |  |
| 1. септембар 16:30 | Извештај | Четвртине: 16:12, 27:25, 26:24, 25:18                         |         |                           | Кајсери арена, Кајсери Судије: Хосе Анибал Каријон , Вилијам Џин Кенеди , Еди Вијатор |  |
| 1. септембар 16:30 | Извештај | Поени: Теодосић 19 Скокови: Крстић 10 Асистенције: Теодосић 3 |         | Њувл 13 Андерсен 7 Милс 6 | Кајсери арена, Кајсери Судије: Хосе Анибал Каријон , Вилијам Џин Кенеди , Еди Вијатор |  |

### Немачка — Ангола
| 1. септембар 19:00 | Извештај | Немачка                                                  | 88 : 92 | Ангола                                 | Кајсери арена, Кајсери Судије: Герино Черебуч , Хуан Артега , Самир Абакил |  |
| 1. септембар 19:00 | Извештај | Четвртине: 19:19, 16:21, 19:18, 24:20, Пр: 10:14         |         |                                        | Кајсери арена, Кајсери Судије: Герино Черебуч , Хуан Артега , Самир Абакил |  |
| 1. септембар 19:00 | Извештај | Поени: Jagla 23 Скокови: Шафарцик 7 Асистенције: Хаман 5 |         | Сиприано 30 Гомес 14 Алмеида, Мораис 3 | Кајсери арена, Кајсери Судије: Герино Черебуч , Хуан Артега , Самир Абакил |  |

### Аргентина — Јордан
| 1. септембар 21:30 |                                                          | Аргентина | 88 : 79                  | Јордан | Кајсери арена, Кајсери Судије: Мурат Биричик , Маркос Форниес Бенито , Олег Латишев |  |
| 1. септембар 21:30 | Четвртине: 35:19, 14:18, 12:18, 27:24                    |           |                          |        | Кајсери арена, Кајсери Судије: Мурат Биричик , Маркос Форниес Бенито , Олег Латишев |  |
| 1. септембар 21:30 | Поени: Скола 30 Скокови: Скола 13 Асистенције: Приђони 9 |           | Рајт 22 Абас 10 Даглас 4 |        | Кајсери арена, Кајсери Судије: Мурат Биричик , Маркос Форниес Бенито , Олег Латишев |  |

## 2. септембар

### Ангола — Аустралија
| 2. септембар 16:30 | Извештај | Ангола                                                  | 55 : 76 | Аустралија                | Кајсери арена, Кајсери Судије: Маркос Форниес Бенито , Олег Латишев , Самир Абакил |  |
| 2. септембар 16:30 | Извештај | Четвртине: 18:15, 11:24, 9:21, 17:16                    |         |                           | Кајсери арена, Кајсери Судије: Маркос Форниес Бенито , Олег Латишев , Самир Абакил |  |
| 2. септембар 16:30 | Извештај | Поени: Лутонда 9 Скокови: Гомес 5 Асистенције: Мораиш 3 |         | Милс 11 Нилсен 7 Нилсен 6 | Кајсери арена, Кајсери Судије: Маркос Форниес Бенито , Олег Латишев , Самир Абакил |  |

### Аргентина — Србија
| 2. септембар 19:00 | Report | Аргентина                                                        | 82 : 84 | Србија                           | Кајсери арена, Кајсери Судије: Вилијам Џин Кенеди , Хуан Артега , Мурат Биричик |  |
| 2. септембар 19:00 | Report | Четвртине: 22:20, 17:20, 15:18, 28:26                            |         |                                  | Кајсери арена, Кајсери Судије: Вилијам Џин Кенеди , Хуан Артега , Мурат Биричик |  |
| 2. септембар 19:00 | Report | Поени: Скола 32 Скокови: Делфино, Скола 7 Асистенције: Приђони 9 |         | Савановић 19 Крстић 8 Теодосић 4 | Кајсери арена, Кајсери Судије: Вилијам Џин Кенеди , Хуан Артега , Мурат Биричик |  |

### Јордан — Немачка
| 2. септембар 21:30 |                                                                | Јордан | 73 : 91                     | Немачка | Кајсери арена, Кајсери Судије: Герино Черебуч , Лонгшенг Ћијао , Еди Вијатор |  |
| 2. септембар 21:30 | Четвртине: 17:28, 16:12, 17:27, 23:24                          |        |                             |         | Кајсери арена, Кајсери Судије: Герино Черебуч , Лонгшенг Ћијао , Еди Вијатор |  |
| 2. септембар 21:30 | Поени: Даглас 22 Скокови: Ал-Хас 9 Асистенције: Абас, Даглас 6 |        | Плеис 23 Олберхт 10 Хаман 4 |         | Кајсери арена, Кајсери Судије: Герино Черебуч , Лонгшенг Ћијао , Еди Вијатор |  |

## Табела
| Табела групе А | ИГ | Д | И | П+  | П-  | Разл. | Бод. |
| -------------- | -- | - | - | --- | --- | ----- | ---- |
| Србија         | 5  | 4 | 1 | 465 | 356 | +109  | 9    |
| Аргентина      | 5  | 4 | 1 | 413 | 379 | +34   | 9    |
| Аустралија     | 5  | 3 | 2 | 381 | 341 | +40   | 8    |
| Ангола         | 5  | 2 | 3 | 340 | 414 | -74   | 7    |
| Немачка        | 5  | 2 | 3 | 378 | 402 | -24   | 7    |
| Јордан         | 5  | 0 | 5 | 361 | 446 | -85   | 5    |